# 袁名曜
 袁名曜 （生年不详—1835年），字道南，号岘冈，湖南省长沙府宁乡县人，著名教育家，岳麓书院山长。

## 生平
清朝乾隆五十三年，袁名曜考中举人。
嘉庆六年（1801年），袁名曜考中辛酉恩科进士，选庶吉士，授职编修，参与编撰《高宗实录》，兼国史馆篡修、日讲官、侍读等职。
嘉庆十七至二十二年，巡抚景安、广厚聘请袁名曜为岳麓书院山长，其间编修《湖南通志》、《宁乡县志》。

## 功绩
- “先器识而后文艺训士”，“惟德性深醇，文章乃有静气”的教学方法，为湖南培养了大批经世致用的人才，弟子以安化罗绕典，长沙陈本钦、郑东亮为最著名。
- 兴修岳麓书院院舍。
- 合著岳麓书院正门对联。岳麓书院大门上有一副楹联：“惟楚有材，于斯为盛”。意思是说三湘大地的人才在此会聚。上联是岳麓书院山长的袁名曜所出，下联是书院一位学生张中阶所对，两句话分别引自《左传》和《论语》。[2]

## 作品
《吾吾庐草存》六卷

## 评价
陶澍评点袁名曜时说：“称其人气纵横，不可一世”。